# Teatro Juárez de Oaxaca
El Teatro Juárez de Oaxaca está ubicado en Av. Juárez s/n, Ex Cámara de Diputados, Centro C.P. 68000, Oaxaca, México, y presenta un repertorio de talleres, cursos y obras que promueven la creación activa y formación de dramaturgos (Autor de obras dramáticas), actores y gente de teatro en el estado. Fue inaugurado el 21 de marzo del 2006.

## La Fundación Cultural Crisol.
La Fundación Cultural Crisol es un grupo teatral que se engendró en 1994 en la ciudad de Oaxaca de Juárez, bajo el apoyo del director Marco Antonio Petriz (actual director del grupo teatral de Tehuantepec) y Pedro Guillermo Lemus. El objetivo de la fundación está en llevar a la ciudadanía oaxaqueña una semblanza del arte que propone una visión crítica: "Como gente de teatro la idea de hacer una crítica a aquellos textos clásicos. Y además lo que es el teatro formal, el teatro convencional que se ha hecho por mucho tiempo".
En su último taller de escritura dramática, llevado a cabo de abril a julio en el año 2008, se generaron cuatro obras de teatro que fueron presentadas en los meses de diciembre y enero, cuyos objetivos, básicamente se encontraban en promover y fomentar la escritura dramática en el estado de Oaxaca, tanto como desarrollar textos dramáticos. En la actualidad el personal constante del grupo es:
PRESIDENTE: Pedro Lemus
SECRETARIO: Octavio Flores
TESORERO: Luis Antonio Martínez
MIEMBROS: Abraham Vásquez, Fabiola Moreno, Francisco Reyes, Joel Sánchez, Jorge Lemus, Leila Flores, Marycarmen Olivares y Omar C. Lemus

## Taller de dramaturgia
En Oaxaca la actividad teatral sobrevive con mucho esfuerzo, compitiendo siempre con la constante introducción de agentes externos y muchas de las veces, mal cualificados para la actividad teatral. Se mantiene de hacer proyectos con Instituciones que muchas veces se apegan más a los objetivos de las Instituciones y no de los artistas, levantando proyectos de la nada que llegan a tener poca repercusión, compitiendo por los pocos apoyos que hay, trabajando en proyectos esporádicos que de una forma u otra van sacando a flote la vida teatral en el Estado.
Lo cierto es que existe una carencia de formación de dramaturgos en el Estado. La última actividad de capacitación dramatúrgica que se tuvo en Oaxaca sucedió en el 2003, con la Diplomatura en Dramaturgia organizada por la Fundación Cultural Crisol. Después de este evento, no sucedió más nada que llevara a los pocos dramaturgos a seguirse capacitando o a seguir escribiendo.
Gracias a la formación obtenida este ramo, tanto en la ciudad de México como en Buenos Aires, Argentina, surgió la idea de desarrollar un proyecto que impulsara nuevamente la actividad dramatúrgica en Oaxaca. Sobre todo, aprovechando el movimiento literario que se ha ido presentando últimamente en la ciudad: Los Encuentros Internacionales de Escritores, la Casa del Escritor, el colectivo Cantera Verde, las ferias del libro, etc.
Pedro Lemus creyó desde el inicio fuertemente en el proyecto y empezó a buscar algún lugar donde poder llevar a cabo el taller. Y fue así como llegaron al teatro Juárez de la Ciudad de Oaxaca. Manifestaron interés y apoyaron el proyecto. Y no sólo lo apoyaron y lo tomaron como propio haciéndolo crecer; brindaron todas las facilidades para realizarlo en sus instalaciones, apoyaron en la difusión y propusieron la presentación de algunas de las obras del taller en una breve temporada.